# Odontopyge gracilitarsus
Odontopyge gracilitarsus är en mångfotingart som beskrevs av Kraus 1958. Odontopyge gracilitarsus ingår i släktet Odontopyge och familjen Odontopygidae. Inga underarter finns listade i Catalogue of Life.